# Captura al paso

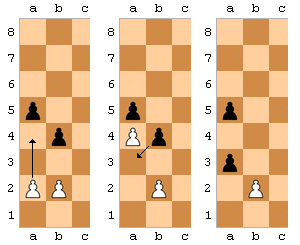
Secuencia de movimientos de una captura al paso.

Animación mostrando la captura al paso.

La captura al paso (en francés: en passant) es un movimiento especial del juego de ajedrez en el que un peón captura a otro peón inmediatamente después de que este último se haya movido dos escaques adelante desde su posición inicial. En esta situación, el peón que captura lo hace moviéndose al escaque en el que habría estado el peón del adversario si solo hubiera avanzado una casilla. La posición resultante es la misma que si el peón del primer jugador se hubiera movido solo una casilla y el otro peón lo hubiera capturado normalmente. La captura al paso solo es posible en dicha situación.
Esta regla fue añadida en el siglo XV, cuando se introdujo la regla que permitía la opción de mover dos casillas adelante a un peón en su primer movimiento. De este modo se evita que el jugador mueva su peón dos casillas adelante para prevenir que sea capturado. Este movimiento es la única ocasión en el juego del ajedrez en la que una pieza captura pero no se mueve al escaque de la pieza capturada. La captura al paso es un tema común en los problemas de ajedrez.

## La regla
Si un peón situado en su escaque original de la segunda fila mueve dos casillas adelante en un solo movimiento, y hay un peón oponente en la quinta fila y en una columna adyacente, ese segundo peón puede capturar al primero como si solo hubiera movido una casilla.
El paso del peón se puede hacer las veces necesarias, siempre y cuando el peón está en la quinta línea. Las condiciones son:
- El peón que hace la captura al paso debe estar en la quinta fila.
- El peón capturado debe estar en una columna adyacente al primero, y debe haber movido dos escaques desde su posición inicial en un solo movimiento.
- El peón será capturado como si solo hubiera movido un escaque.
- La captura solo puede realizarse en la jugada inmediatamente siguiente al avance de salida del peón de dos escaques adelante.

|    |    |    |    |       |       |    |    |    |  |
|    | a8 | b8 | c8 | d8    | e8    | f8 | g8 | h8 |  |
| a7 | b7 | c7 | d7 | e7    | f7 pd | g7 | h7 |    |  |
| a6 | b6 | c6 | d6 | e6    | f6 xx | g6 | h6 |    |  |
| a5 | b5 | c5 | d5 | e5 pl | f5    | g5 | h5 |    |  |
| a4 | b4 | c4 | d4 | e4    | f4    | g4 | h4 |    |  |
| a3 | b3 | c3 | d3 | e3    | f3    | g3 | h3 |    |  |
| a2 | b2 | c2 | d2 | e2    | f2    | g2 | h2 |    |  |
| a1 | b1 | c1 | d1 | e1    | f1    | g1 | h1 |    |  |
|    |    |    |    |       |       |    |    |    |  |

|    |    |    |    |       |       |    |    |    |  |
|    | a8 | b8 | c8 | d8    | e8    | f8 | g8 | h8 |  |
| a7 | b7 | c7 | d7 | e7    | f7    | g7 | h7 |    |  |
| a6 | b6 | c6 | d6 | e6    | f6 xx | g6 | h6 |    |  |
| a5 | b5 | c5 | d5 | e5 pl | f5 pd | g5 | h5 |    |  |
| a4 | b4 | c4 | d4 | e4    | f4    | g4 | h4 |    |  |
| a3 | b3 | c3 | d3 | e3    | f3    | g3 | h3 |    |  |
| a2 | b2 | c2 | d2 | e2    | f2    | g2 | h2 |    |  |
| a1 | b1 | c1 | d1 | e1    | f1    | g1 | h1 |    |  |
|    |    |    |    |       |       |    |    |    |  |

|    |    |    |    |    |       |    |    |    |  |
|    | a8 | b8 | c8 | d8 | e8    | f8 | g8 | h8 |  |
| a7 | b7 | c7 | d7 | e7 | f7    | g7 | h7 |    |  |
| a6 | b6 | c6 | d6 | e6 | f6 pl | g6 | h6 |    |  |
| a5 | b5 | c5 | d5 | e5 | f5    | g5 | h5 |    |  |
| a4 | b4 | c4 | d4 | e4 | f4    | g4 | h4 |    |  |
| a3 | b3 | c3 | d3 | e3 | f3    | g3 | h3 |    |  |
| a2 | b2 | c2 | d2 | e2 | f2    | g2 | h2 |    |  |
| a1 | b1 | c1 | d1 | e1 | f1    | g1 | h1 |    |  |
|    |    |    |    |    |       |    |    |    |  |

## Contexto histórico
La captura al paso fue una de las últimas reglas agregadas al ajedrez europeo entre el siglo XII y el siglo XVII, junto a la posibilidad de mover un peón dos casillas en su primer movimiento, el enroque y el cambio de movimiento de la dama (por aquel entonces llamada alferza) y el alfil. El maestro español Ruy López da a conocer la regla en su libro de 1561 Libro de la invención liberal y el arte del juego del axedrez. En algunos lugares la regla de la captura al paso fue prontamente adoptada, tanto como la regla que permitía mover al peón dos casillas adelante en su primer movimiento, pero no fue universalmente aceptada hasta que se cambiaron las reglas italianas en 1880.
El motivo de la captura al paso es prevenir que el recién añadido movimiento del peón de dos casillas adelante se usara para evitar que el peón fuera capturado por un peón enemigo. En concreto, la norma permite que un peón situado en la quinta fila de un jugador, tenga la oportunidad de capturar el peón del rival sobre una columna adyacente que avanza dos casillas desde su posición de partida, como si hubiera movido solo una casilla (Davidson, 1949, p. 16). Las variantes asiáticas de ajedrez, debido a su separación del ajedrez europeo antes de ese período, no cuentan con ninguno de estos movimientos.

## Notación
En cualquiera de las notaciones del ajedrez, algebraica o descriptiva, la captura al paso se suele denotar por "a. p.", pero no es requisito indispensable. En la notación algebraica, el movimiento se anota como si el peón capturado hubiera avanzado sólo una casilla, es decir, bxa3 (o bxa3 a. p.)(Golombek, 1977, p. 216).

## Tablas por repetición
La posibilidad de capturar al paso tiene su efecto a la hora de reclamar tablas por repetición de movimientos. Dos posiciones con todas las piezas en los mismos escaques y el mismo jugador por mover, se consideran diferentes si en la primera existía una posibilidad de capturar al paso, ya que esa posibilidad por definición no existe la segunda vez que ocurre la misma configuración de piezas. (Schiller, 2003, p. 27).
En su libro sobre las reglas y organización del ajedrez, el árbitro internacional Kenneth Harkness escribió que a menudo se le pregunta si la captura al paso debe ser realizada si es el único movimiento legal posible (Harkness, 1967, p. 49). Este punto fue debatido en el siglo XIX, con partidarios de que la captura al paso es un privilegio que nadie está obligado a ejercitar. En su libro de 1860 titulado Chess Praxis, Howard Staunton escribió que la captura al paso es obligatoria en dicha situación. El reglamento del ajedrez fue modificado para aclarar este punto. (Winter, 1999). Hoy en día, está establecido que el jugador debe realizar ese movimiento o rendirse. Lo mismo es cierto si la captura al paso es el único modo de salir del jaque. (Harkness, 1967, p. 49).

## Ejemplos

### En la apertura
|       |       |       |       |       |       |       |       |       |  |
|       | a8 rd | b8 nd | c8 bd | d8 qd | e8 kd | f8 bd | g8    | h8 rd |  |
| a7 pd | b7 pd | c7 pd | d7 xo | e7    | f7 pd | g7 pd | h7 pd |       |  |
| a6    | b6    | c6    | d6 xx | e6    | f6    | g6    | h6    |       |  |
| a5    | b5    | c5    | d5 pd | e5 pl | f5    | g5    | h5    |       |  |
| a4    | b4    | c4    | d4 ql | e4 nd | f4    | g4    | h4    |       |  |
| a3    | b3    | c3    | d3    | e3    | f3 nl | g3    | h3    |       |  |
| a2 pl | b2 pl | c2 pl | d2    | e2    | f2 pl | g2 pl | h2 pl |       |  |
| a1 rl | b1 nl | c1 bl | d1    | e1 kl | f1 bl | g1    | h1 rl |       |  |
|       |       |       |       |       |       |       |       |       |  |

Estos son algunos ejemplos de la captura al paso en las aperturas. en esta línea de la Defensa Petrov, las blancas pueden capturar el peón de d5 al paso en el sexto movimiento.
- 1. e4 e5
- 2. Cf3 Cf6
- 3. d4 exd4
- 4. e5 Ce4
- 5. Dxd4 d5 (Posición del diagrama)
- 6. exd6

Otro ejemplo ocurre en la Defensa Francesa después de 1.e4 e6 2.e5, un movimiento abogado por Wilhelm Steinitz. Si las negras responden con 2...d5, las blancas pueden capturar el peón al paso con 3.exd6. También, las blancas pueden contestar 2...f5 con 3.exf6.

### Ejemplos inusuales
|       |       |       |       |       |       |       |       |    |  |
|       | a8 rd | b8    | c8 bd | d8 qd | e8    | f8 rd | g8    | h8 |  |
| a7 pd | b7 pd | c7    | d7    | e7    | f7    | g7 pd | h7    |    |  |
| a6    | b6    | c6    | d6    | e6 pd | f6    | g6 kd | h6    |    |  |
| a5    | b5    | c5    | d5 pd | e5 pl | f5 pd | g5 nl | h5    |    |  |
| a4    | b4 bd | c4    | d4 nd | e4    | f4    | g4 ql | h4 pl |    |  |
| a3    | b3    | c3 nl | d3    | e3    | f3    | g3    | h3    |    |  |
| a2 pl | b2 pl | c2    | d2    | e2    | f2 pl | g2 pl | h2    |    |  |
| a1 rl | b1    | c1 bl | d1    | e1 kl | f1    | g1    | h1 rl |    |  |
|       |       |       |       |       |       |       |       |    |  |

|       |       |       |       |       |       |       |       |    |  |
|       | a8 rd | b8    | c8 bd | d8 qd | e8    | f8 rd | g8    | h8 |  |
| a7 pd | b7 pd | c7    | d7    | e7    | f7    | g7    | h7    |    |  |
| a6    | b6    | c6    | d6    | e6 nl | f6    | g6    | h6 kd |    |  |
| a5    | b5    | c5    | d5 pd | e5 pl | f5 pd | g5 pd | h5 pl |    |  |
| a4    | b4 bd | c4    | d4 nd | e4    | f4    | g4 ql | h4    |    |  |
| a3    | b3    | c3 nl | d3    | e3    | f3    | g3    | h3    |    |  |
| a2 pl | b2 pl | c2    | d2    | e2    | f2 pl | g2 pl | h2    |    |  |
| a1 rl | b1    | c1 bl | d1    | e1 kl | f1    | g1    | h1 rl |    |  |
|       |       |       |       |       |       |       |       |    |  |

Las negras han movido su peón de f7 a f5 en este juego entre Gunnar Gundersen y Albert H. Faul. Las blancas pueden capturar el peón de f5 al paso con el peón de e5, pero Gundersen tiene una idea diferente:
- 13. h5+ Rh6
- 14. Cxe6+ g5 Notesé que el alfil hace jaque al rey, vía jaque a la descubierta.
- 15. hxg6 a.p. #

La captura al paso hace que el rey negro entre en jaque doble causado por el alfil de c1 y la torre blanca de h1. Las negras no pueden parar los dos ataques la vez, y la última ruta de escape, g7, no se puede usar por el caballo de e6, el rey está en jaque mate.
El mayor número conocido de capturas al paso en una misma partida es de tres, compartido por tres partidas diferentes. En ninguna de ellas, las tres "capturas" fueron realizadas por el mismo jugador. El primer ejemplo conocido es una partida de 1980 entre Alexandru Sorin Segal y Karl Heinz Podzielny (Winter, 2006, pp. 98–99).

### En composiciones de ajedrez
|       |       |       |       |       |       |       |       |    |  |
|       | a8 bl | b8    | c8    | d8    | e8    | f8 nd | g8    | h8 |  |
| a7    | b7    | c7    | d7 pd | e7 pd | f7 pd | g7    | h7    |    |  |
| a6    | b6 nl | c6 pd | d6    | e6 kd | f6    | g6    | h6 nl |    |  |
| a5    | b5    | c5 pl | d5    | e5 pl | f5    | g5    | h5    |    |  |
| a4    | b4    | c4 pd | d4    | e4 pd | f4    | g4    | h4 pd |    |  |
| a3    | b3    | c3    | d3    | e3    | f3    | g3 bl | h3    |    |  |
| a2    | b2    | c2    | d2 pl | e2    | f2 pl | g2    | h2    |    |  |
| a1 ql | b1    | c1    | d1    | e1 rl | f1    | g1 kl | h1    |    |  |
|       |       |       |       |       |       |       |       |    |  |

Las capturas al paso a menudo se han utilizado como tema en problema de ajedrez, ya que producen sorprendentes efectos en la apertura y clausura de líneas(Howard, 1961, p. 106). En la composición de Kenneth S. Howard de 1938, el primer movimiento 1.d4 introduce la amenaza de 2.d5+ cxd5 3.Bxd5#. Las negras pueden capturar al paso el peón de d4 de dos maneras:
- La captura 1...exd3 a. p. desplaza el peón de e4 desde la columna e a la d, previniendo otra captura al paso después de que las blancas muevan 2.f4. Para evitar la amenaza de mate (3.f5#), las negras deben avanzar 2...f5, pero esto permite a las blancas jugar 3.exf6 a. p. que conduce a la victoria debido a la decisiva apertura de la fila e.
- Si las negras mueven 1...cxd3 a. p., las blancas explotan la recién abierta diagonal a2-g8 con 2.Qa2+ d5 3.cxd6 a. p.#.